# استدلال موم
استدلال موم یا توپِ مثالیِ موم، یک آزمایش فکری است که رنه دکارت در تأملات خود درباره فلسفه اول ایجاد کرد. او آن را برای تجزیه و تحلیل آنچه خواص ضروری برای بدن است، ابداع کرد و نشان داد که دانش ما نسبت به جهان با دانش ما از ذهن چقدر نامشخص است. این استدلال برای خردگرایی است.  

## آزمایش فکر
دکارت در ابتدا تمام خصوصیات معقول توپ موم مانند شکل، بافت، اندازه، رنگ و بو را در نظر گرفت، سپس اظهار داشت که با نزدیک شدن موم به آتش، این همه ویژگی تغییر می‌کند. تنها خواصی که لزوماً باقی مانده‌اند، پسوند، تغییرپذیری و قابلیت جابجایی، یا به بیان دقیق‌تر «امتداد» است